# Сапонара
Сапонара (итал. Saponara) — коммуна в Италии, располагается в регионе Сицилия, в провинции Мессина.
Население составляет 4051 человек (2008 г.), плотность населения составляет 156 чел./км². Занимает площадь 26 км². Почтовый индекс — 98047. Телефонный код — 090.
Покровителем коммуны почитается святитель Николай Мирликийский, празднование 6 декабря.

## Демография
Динамика населения:

## Администрация коммуны
- Официальный сайт: